# 중의원 해산
중의원 해산(일본어: 衆議院解散)은 일본의 의회 해산 제도로 임기가 만료하지 않은 중의원 의원 전원의 지위를 상실케 하는 것을 말한다. 일본에서는 중의원에만 의회 해산 제도가 있다.

## 해산권의 귀속
일본국 헌법에서 중의원 해산에 대한 규정은 제7조와 제69조가 있다. 중의원 해산은 일본국 헌법 제7조의 제3호에 따라 일본 천황의 국사행위로 규정되어 있기 때문에, 형식적으로는 천황이 중의원을 해산한다. 그러나 천황은 국정에 대한 권능을 가지지 않는다고 헌법에 규정되어 있으며, 이러한 중의원 해산에 대한 실질적인 권한을 가진 주체는 헌법에 명시되어 있지 않다. 다만 근거에 대해서는 학설의 다툼이 있지만, 헌법학자나 선례는 모두 내각이 중의원 해산에 대한 실질적 결정권을 가진 것으로 보고 있다.
이에 대해 내각이 아닌 중의원의 자주 해산권을 인정하는 견해도 있지만, 국회의 다수파가 소수파 의원의 지위까지 상실케 하기 위해서는 헌법상의 근거가 없다는 이유로 통설은 아니다. 중의원 해산에 관한 결의안이 중의원 본회의에 상정된 적은 있지만, 가결된 적은 없다. 만약에 가결되는 경우에도 그에 대해 내각이 중의원 해산의 조언과 승인을 천황에 대하여 실시하는 의무나 절차를 규정한 법 규정이 없으므로 법적 구속력 없는 국회 결의에 불과하다고 본다.
| 의안 제출일                | 제출자                   | 의안명                                                       | 의안 종결일             | 본회의 투표 결과                                                                  |
| -------------------------- | ------------------------ | ------------------------------------------------------------ | ----------------------- | --------------------------------------------------------------------------------- |
| 1948년 2월 18일            | 오자키 유키오            | 중의원의해산에관한결의안                                     | 7월 5일                 | 폐기                                                                              |
| 1948년 11월 11일           | 오자키 유키오            | 중의원해산에관한결의안                                       | 11월 30일               | 폐기                                                                              |
| 1951년 3월 26일            | 미야케 쇼이치            | 중의원해산에관한결의안                                       | 3월 29일                | 부결 (기립투표)                                                                   |
| 1952년 6월 30일            | 미키 다케오 외 12명      | 중의원해산에관한결의안                                       | 7월 31일 (일정상 선결)  | 부결 (찬 102, 반 224)                                                             |
| 1952년 6월 26일            | 이노구치 마사오 외 21명  | 중의원해산에관한결의안                                       | 7월 31일 (일정상 후결)  | 선결된 결의안의 부결에 따라 결의를 요하지 않음(일사부재의의 원칙)                 |
| 1956년 3월 20일            | 아사누마 이네지로 외 5명 | 중의원해산요구에관한결의안                                   | 3월 20일                | 부결 (찬 142, 반 247)                                                             |
| 1956년 12월 12일           | 아사누마 이네지로 외 3명 | 중의원해산요구에관한결의안                                   | 12월 13일               | 부결 (찬 129, 반 258)                                                             |
| 1957년 2월 27일            | 아사누마 이네지로 외 3명 | 중의원해산요구에관한결의안                                   | 2월 28일                | 부결 (찬 145, 반 251)                                                             |
| 1958년 2월 1일             | 아사누마 이네지로 외 3명 | 중의원해산요구에관한결의안                                   | 2월 3일                 | 부결 (찬 151, 반 256)                                                             |
| 1959년 12월 25일 22시 15분 | 아사누마 이네지로 외 4명 | 의회정치확립을위한중의원해산에관한결의안                     | 12월 26일 (일정상 선결) | 뒤로 미루는 동의 가결 이후 일정상 후결된 결의안의 부결에 따라 결의를 요하지 않음. |
| 1959년 12월 25일 16시 15분 | 이토 우시로              | 일미안전보장에관한신조약조인전의중의원의해산을요구하는결의안 | 12월 26일 (일정상 후결) | 부결 (찬 30 반 195)                                                               |
| 1989년 5월 27일            | 야마구치 쓰루오 외 5명   | 중의원해산요구에관한결의안(결의제3호)                        | 6월 8일                 | 제출자에 의한 상정 전의 철회                                                      |
| 1989년 6월 8일             | 야마구치 쓰루오 외 5명   | 중의원해산요구에관한결의안(결의제4호)                        | 6월 14일                | 제출자에 의한 상정 전의 철회                                                      |
| 1989년 6월 14일            | 야마구치 쓰루오 외 2명   | 중의원해산요구에관한결의안                                   | 6월 21일                | 부결 (기립투표)                                                                   |

※ 원칙상 국회로 의안을 제출한 날짜 순서대로 기재. 다만 동일한 종류의 안건이 동일한 일정에 상정된 경우에는, 긴급한 정도를 제외하고, 제출순이 아닌 제출자의 소속의 의석 순서대로 의사 일정을 정하는 선례에 따라 의사 일정이 반대로 된 경우에는 해당 일정 순서로 기재.
※ 1951년 3월 26일 이후의 모든 의안(철회된 의안은 제외)은 위원회 심사를 생략하고 본회의에 직접 상정되었다.

## 내각에 실질적 권한이 귀속되는 근거
상술한 바와 같이 중의원의 해산에 대한 실질적 권한은 내각이 가진다고 보는 것이 통설이지만, 그 근거에 대해서는 다음과 같이 견해가 갈린다. 다만 행정설과 69조설은 지지하는 사람이 적고, 7조설과 제도설이 대립하고 있다.
7조설
일본국 헌법 제7조가 규정한 ‘내각의 조언과 승인’에서 실질적 권한의 귀속 근거를 찾는 견해이다. 국사행위로 불리는 사항의 실질적 권한의 귀속이 명확하지 않은 부분에 대해서 국사행위에 대한 내각의 ‘조언과 승인’을 근거로 하여 내각에 실질적인 권한이 있다고 보는 것을 전제로 한다.
제도설
일본국 헌법은 의원 내각제를 채용하고 있으며, 의원 내각제에서는 내각에 의회의 해산권을 인정하는 것이 일반적인 것에서 근거를 찾는 견해.
행정설 (65조설)
행정을 ‘국가의 권능 중 입법과 사법을 제외한 남은 권능’이라고 정의하는 공제설을 기초로 하여, 중의원 해산권은 입법도 사법도 아닌 행정에 속하기 때문에, 일본국 헌법 제65조에 따라 내각에 귀속된다고 보는 견해.
69조설
일본국 헌법 제69조는 중의원에 의한 내각 불신임 결의의 효과에 대해서 정하고 있는데, 해당 조항에서 ‘중의원이 해산되지 않는 한’이라고 규정된 부분은 불신임 결의에 대한 내각의 대항 수단으로 해산을 인정하고 있는 부분으로 보는 견해.

## 해산이 69조 소정의 경우에 한정되는지 여부
일본국 헌법 제69조의 해석에 따르면 중의원에서 내각 불신임 결의안이 가결되거나 신임 결의안이 부결된 경우에, 내각의 대항 수단으로 중의원을 해산할 수 있다는 것에는 이견이 없다. 그러나 그 이외의 경우에 중의원을 해산할 수 있는가에 대해서는 과거에 이론상의 다툼이 있었다. 다만 상술한 69조설의 경우에는 해산권의 귀속 근거를 69조에서 찾고 있으므로, 여전히 해산은 69조가 정한 경우에 한정된다.
GHQ의 시정 아래였던 1948년의 중의원 해산시에 당시 요시다 내각은 69조 소정의 경우에 한정되지 않는다는 견해를 선택했지만, 야당은 한정된다는 견해를 고수하면서 대립하고 있었다. 그런 와중에 헌법 초안 작성에 참여했던 GHQ가 중의원 해산을 69조가 정한 사유로 한정하는 견해를 선택했다는 것이 전해져, 협의를 통해 야당이 내각 불신임 결의안을 제출하여 형식적으로 가결한 뒤, 69조 소정의 사유로 해산하는 방법을 통하기로 했다. 이른바 서로 친한 해산이다. 해산조서에는 이상과 같은 견해 대립과 타협의 산물로 ‘중의원에 있어서 내각 불신임의 결의안을 가결했다. 따라서 내각의 조언과 승인에 따라 일본국 헌법 제69조 및 제7조에 따라 중의원을 해산한다’고 기재되었다.
그러나 1952년에 있었던 두 번째 해산은 69조 소정의 경우에 의한 해산이 아니다. 이때문에 해산 당시의 중의원 의원이 세비청구소송에서 해산의 무효를 주장하기도 했는데, 상고심에서 최고재판소는 소위 통치행위를 제시하여, 고도의 정치성을 가진 국가행위에 대해서는 법률상의 판단이 가능하여도 재판소의 심사권의 밖에 있으며, 그 판단은 국민의 판단이나 정치 부분에서 할 일이라는 견해를 제시하여 헌법 위반 심사 없이 상고를 기각했다. 이른바 도마베치 사건 판결이다. 이 해산 당시의 조서에는 ‘일본국 헌법 제7조에 따라 중의원을 해산한다’고 기재되었으며, 이후에는 내각 불신임 결의안의 가결과 관계 없이 이러한 방식이 확립되어 있다.
이처럼 과거에는 견해의 다툼이 있었지만, 근래에는 해산을 69조 소정의 경우에 한정하는 견해를 찾기 힘들다. 다만 내각에 자유로운 해산권이 있지만, 총선거를 통해서 민의를 묻고자 하는 제도인 이상 그에 합당한 이유가 필요하다고 이해되고 있으며, 국회법 제74조에 근거한 내각에 대한 질문에 대하여 내각에서 국회로 제출된 답변서에서는 새롭게 민의를 묻는 것의 필요성을 고려하고, 내각이 그 정치적 책임에 있어서 결정해야 할지에 대한 인식이 나타나고 있다.

## 절차
중의원 해산의 권한은 내각에 속하므로, 내각총리대신은 각의를 통해 의사를 결정하고, 중의원의 해산에 관한 각의서에 모든 국무대신이 서명하게 하여야 한다. 국무대신이 서명을 거부한 경우에는 해당 대신을 파면하고 총리나 다른 대신이 겸임케 하여 내각회의서를 완성시킨다. 극단적으로는 총리 1명이 모든 국무대신을 겸임하여 내각회의서를 완성시키는 것도 가능하다. 다만 서명을 거부하여 파면된 경우는 시마무라 요시노부 농림수산대신이 유일한 사례였다. 국무대신이 서명을 거부해 사임한 경우에도 총리나 다른 대신이 겸임하여 서명한다(1993년의 거짓말쟁이 해산). 중의원의 해산은 일본 천황의 국사행위에 속하기 때문에, 내각회의서가 완성되면 내각관방의 내각총무관이 황거에 가서 상주하고, 천황에게서 조서에 어명어새를 받는다.
조서가 발하면 곧 중의원 본회의가 열린다. 중의원 본회의 개회중에 조서가 발하는 경우도 있다. 의장석 뒤의 문에서 내각관방장관이 보라색 복사(袱紗)에 싸여진 조서의 사본과 내각총리대신의 전달서를 가지고 입장하고, 중의원 사무총장이 내용을 확인한 뒤 의장에게 전달한다. 의장은 “방금 내각총리대신에게 조서가 발하였다는 소식을 전해받았으므로 낭독하겠습니다.”라고 하고, 의장과 모든 의원이 기립한 뒤 “일본국 헌법 제7조(의 규정)에 따라 중의원을 해산한다”고 조서를 낭독하여 중의원의 해산을 선언한다. 조서가 낭독되면 중의원 의원은 만세를 세번 외치는 것이 관례로 되어있다. 다만 본회의를 열지 않고 해산을 선언한 경우도 있는데, 이 경우에는 원내의 의장 응접실에서 각 회파의 대표가 모여 의장이 조서를 낭독한다. 의장은 잠깐 있다 조용히 회의장을 떠난다. 보통의 경우에는 ‘잠깐 휴식하겠습니다’라거나 ‘오늘은 이것으로 산회하겠습니다’라고 하게 되지만, 해산과 동시에 의장도 자격을 잃는 것이 원칙이므로 선언할 자격이 없다고 풀이되기 때문이다. 이후 해산장에서 나가는 ‘전’(前) 의원에 대해서도 수위가 경례를 하지 않는다.
의장이 조서를 낭독할 때에는 ‘제7조’를 ‘다이시치조’(だいしちじょう)가 아니라 ‘다이나나조’(だいななじょう)라고 읽는데, 이것은 ‘시치’(7, しち)를 ‘시’(4, し)나 ‘이치’(1, いち)로 잘못 듣는 것을 막기 위해서이다. 또한 만세 삼창을 할 때 의원 이외의 직원이나 기자, 방청인은 질서 유지를 위해 이에 호응한 만세 또는 환성을 질러서는 안되므로, 해산 결정시에는 미리 방청석 등에 수위를 배치하여 경비를 강화한다고 한다.
중의원의 해산은 모든 동의에 우선하므로, 만약 이때 내각 불신임 결의안이 제출되어 있는 경우에도 해산 조서가 제출된 시점에 중의원 해산이 성립된다. 또한 심의중이던 법안은 해산과 동시에 모두 폐기된다. 또한 중의원 해산시에는 참의원은 자동으로 폐회가 된다. 참의원 본회의 휴식중에 중의원이 해산되는 바람에 회의가 재개되지 않은 적도 있다.
중의원의 해산에 의한 총선거는 해산일로부터 40일 이내에 실시하여야 한다.

## 정국 등
내각과 여당의 지지율, 선거의 승산 등을 고려하여 국회가 열리지 않을 때 중의원 해산이 필요하다고 정치적으로 판단한 경우에는, 임시국회를 소집하여 바로 중의원을 해산한다(소집시 해산). 다만 전례는 없지만 폐회 중이라도 중의원 해산은 가능하다(중의원 헌법위원회, 1946년 7월 20일).
중의원의 해산이 일어날 것 같은 정국을 때때로 ‘해산풍이 분다’고 표현하기도 한다.
| 해산 날짜        | 당시 내각                         | 주요 통칭                                                                                               | 비고                                                        |
| ---------------- | --------------------------------- | --- | ----------------------------------------------------------- |
| 1948년 12월 23일 | 제2차 요시다 내각                 | 담합 해산                                                                                               | 내각 불신임 결의안의 가결                                   |
| 1952년 8월 28일  | 제3차 요시다 내각                 | 불시 해산                                                                                               | 의장 응접실에서의 해산                                      |
| 1953년 3월 14일  | 제4차 요시다 내각                 | 바카야로 해산                                                                                           | 내각 불신임 결의안의 가결                                   |
| 1955년 1월 24일  | 제1차 하토야마 이치로 내각        | 하늘의 소리 해산                                                                                        |                                                             |
| 1958년 4월 25일  | 제1차 기시 내각                   | 상의 해산                                                                                               |                                                             |
| 1960년 10월 24일 | 제1차 이케다 내각                 | 안보 해산                                                                                               |                                                             |
| 1963년 10월 23일 | 제2차 이케다 내각                 | 무드 해산, 소득배증 해산, 예고 해산                                                                     |                                                             |
| 1966년 12월 27일 | 제1차 사토 내각                   | 검은 안개 해산                                                                                          | 소집시 해산                                                 |
| 1969년 12월 2일  | 제2차 사토 내각                   | 오키나와 해산                                                                                           |                                                             |
| 1972년 11월 13일 | 제1차 다나카 가쿠에이 내각        | 일중 해산                                                                                               |                                                             |
| 1976년 12월 9일  | 미키 내각                         | 록히드 해산, 록히드 선거                                                                                | 일본국 헌법 시행 이후의 유일한 중의원 의원 임기 만료        |
| 1979년 9월 7일   | 제1차 오히라 내각                 | 증세 해산, 일반소비세 해산                                                                              |                                                             |
| 1980년 5월 19일  | 제2차 오히라 내각                 | 해프닝 해산                                                                                             | 내각 불신임 결의안의 가결 의장 응접실에서의 해산            |
| 1983년 11월 28일 | 제1차 나카소네 내각               | 다나카 판결 해산                                                                                        |                                                             |
| 1986년 6월 2일   | 제2차 나카소네 내각               | 죽은 척 해산, 잠든 채 해산                                                                              | 소집시 해산 의장 응접실에서의 해산                          |
| 1990년 1월 24일  | 제1차 가이후 내각                 | 소비세 해산                                                                                             | 시정 방침 연설 없는 해산 헤이세이 시대 첫 중의원 해산       |
| 1993년 6월 18일  | 미야자와 내각                     | 거짓말쟁이 해산, 정치개혁 해산                                                                          | 내각 불신임 결의안의 가결                                   |
| 1996년 9월 27일  | 제1차 하시모토 내각               | 소선거구 해산, 이름 없는 해산                                                                           | 소집시 해산                                                 |
| 2000년 6월 2일   | 제1차 모리 내각                   | 신의 나라 해산, 밀레니엄 해산                                                                           |                                                             |
| 2003년 10월 10일 | 제1차 고이즈미 내각               | 매니페스토 해산, 구조개혁 해산                                                                          |                                                             |
| 2005년 8월 8일   | 제2차 고이즈미 개조내각           | 우정 해산                                                                                               | 참의원에서의 우정민영화 법안 부결                           |
| 2009년 7월 21일  | 아소 내각                         | 정권교체선거                                                                                            | 참의원 여소야대로 정국 불안                                 |
| 2012년 11월 16일 | 노다 내각                         | 조만간 해산                                                                                             | 참의원 여소야대로 정국 불안                                 |
| 2014년 11월 21일 | 제2차 아베 신조 내각 개조내각     | 아베노믹스 해산                                                                                         |                                                             |
| 2017년 9월 28일  | 제3차 아베 신조 내각 (제3차 개조) | 국난 돌파 해산                                                                                          |                                                             |
| 2021년 10월 14일 | 기시다 내각                       | 미래선택선거, 코로나 탈피·V자 회복 해산, 도망치는 건 부끄러운 해산, 일강 정치 종언 해산, 임기 만료 해산 | 임기 만료를 1주일 남겨 놓고 해산 레이와 시대 첫 중의원 해산 |

## 같이 보기
- 중의원
- 일본 중의원 의원 총선거